# Lisle, Dordogne
Lisle är en kommun i departementet Dordogne i regionen Nouvelle-Aquitaine i sydvästra Frankrike. Kommunen ligger i kantonen Brantôme som tillhör arrondissementet Périgueux. År 2022 hade Lisle 873 invånare.

## Befolkningsutveckling
Antalet invånare i kommunen Lisle
Referens:INSEE